# Cosmosphere
Cosmosphere est un musée consacré à l'espace situé à Hutchinson, au Kansas, aux États-Unis.
Auparavant connu sous le nom de Kansas Cosmosphere lors de sa création en 1962, le musée abrite plus de 13 000 artefacts liés à l'histoire du vol spatial dont la plus grande collection combinée d'artefacts sur ce sujet d'origine américaine et russe dans le monde.